# Tabernaemontana hannae
Tabernaemontana hannae är en oleanderväxtart som först beskrevs av M.Mendez och J.F.Morales, och fick sitt nu gällande namn av A.O.Simões och M.E.Endress. Tabernaemontana hannae ingår i släktet Tabernaemontana och familjen oleanderväxter. Inga underarter finns listade i Catalogue of Life.